# Adoretus nitens
Adoretus nitens är en skalbaggsart som beskrevs av Frey 1970. Adoretus nitens ingår i släktet Adoretus och familjen Rutelidae. Inga underarter finns listade i Catalogue of Life.